# Marie Benoît
Marie Benoît (* 16. März 1995 in Eupen) ist eine belgische Tennisspielerin.

## Karriere
Benoît spielt größtenteils auf der ITF Women’s World Tennis Tour, auf der sie bisher 15 Turniersiege im Einzel und 14 im Doppel erringen konnte. In der deutschen Bundesliga spielte sie 2013, 2014 und 2015 für den TK Blau-Weiss Aachen.
Ihre besten Weltranglistenplatzierungen erreichte sie im Einzel mit Rang 188 im Juli 2023 und im Doppel mit Rang 208 im Oktober 2021.
2016 gab Marie Benoît gegen Bulgarien mit einem Erfolg im Doppel ihren Einstand im belgischen Fed-Cup-Team.

## Turniersiege

### Einzel
| Nr. | Datum              | Turnier             | Kategorie   | Belag             | Finalgegnerin              | Ergebnis       |
| --- | ------------------ | ------------------- | ----------- | ----------------- | -------------------------- | -------------- |
| 1.  | 1. Dezember 2012   | Antalya             | ITF $10.000 | Sand              | Laura-Ioana Andrei         | 6:3, 6:2       |
| 2.  | 14. Juli 2013      | Iași                | ITF $10.000 | Sand              | Raluca Elena Platon        | 6:3, 7:60      |
| 3.  | 13. Oktober 2013   | Antalya             | ITF $10.000 | Sand              | Anastasia Vdovenco         | 6:1, 6:1       |
| 4.  | 9. Februar 2014    | Scharm asch-Schaich | ITF $10.000 | Hartplatz         | Gai Ao                     | 6:3, 6:4       |
| 5.  | 8. Februar 2015    | Port El-Kantaoui    | ITF $10.000 | Hartplatz         | Cristina Sánchez-Quintanar | 6:76, 6:3, 6:3 |
| 6.  | 13. September 2015 | Alphen aan den Rijn | ITF $25.000 | Sand              | Tena Lukas                 | 5:7, 6:3, 6:4  |
| 7.  | 14. Oktober 2018   | Riba-roja de Túria  | ITF $25.000 | Sand              | Aliona Bolsova Zadoinov    | 6:0, 7:62      |
| 8.  | 19. Januar 2020    | Daytona Beach       | ITF W25     | Sand              | Andrea Lázaro García       | 6:4, 6:0       |
| 9.  | 14. August 2022    | Koksijde            | ITF W25     | Sand              | Julia Riera                | 7:5, 6:4       |
| 10. | 22. Januar 2023    | Vero Beach          | ITF W60     | Sand              | Emma Navarro               | 6:2, 7:5       |
| 11. | 18. Februar 2023   | Glasgow             | ITF W25     | Hartplatz (Halle) | Heather Watson             | 3:6, 6:4, 6:1  |
| 12. | 16. Juli 2023      | Aschaffenburg       | ITF W25     | Sand              | Julie Štruplová            | 6:3, 6:3       |
| 13. | 21. Januar 2024    | Naples              | ITF W35     | Sand              | Leonie Küng                | 6:4, 1:6, 6:4  |
| 14. | 26. Mai 2024       | Annenheim           | ITF W35     | Sand              | Tereza Valentová           | 7:5, 3:6, 7:5  |
| 15. | 2. Juni 2024       | Klagenfurt          | ITF W35     | Sand              | Sofia Costoulas            | 6:1, 6:3       |

### Doppel
| Nr. | Datum              | Turnier             | Kategorie   | Belag           | Partnerin                 | Finalgegnerinnen                          | Ergebnis          |
| --- | ------------------ | ------------------- | ----------- | --------------- | ------------------------- | ----------------------------------------- | ----------------- |
| 1.  | 15. November 2014  | Scharm asch-Schaich | ITF $25.000 | Hartplatz       | Demi Schuurs              | Walentina Iwachnenko Polina Monowa        | 6:4, 7:5          |
| 2.  | 30. April 2016     | Wiesbaden           | ITF $25.000 | Sand            | Arantxa Rus               | Steffi Distelmans Demi Schuurs            | 6:2, 6:2          |
| 3.  | 9. Dezember 2017   | Hammamet            | ITF $15.000 | Sand            | Julia Terziyska           | Anna-Giulia Remondina Milana Špremo       | 6:2, 6:3          |
| 4.  | 19. Mai 2018       | Hammamet            | ITF $15.000 | Sand            | Angelica Moratelli        | Uljana Aisatulina Julyette Steur          | 6:3, 6:4          |
| 5.  | 7. September 2018  | Sofia               | ITF $25.000 | Sand            | Manon Arcangioli          | Amina Anschba Polina Monowa               | 6:4, 7:65         |
| 6.  | Oktober 2019       | Sevilla             | ITF W25     | Sand            | Julia Wachaczyk           | Eva Guerrero Álvarez Arantxa Rus          | 6:0, 6:73, [10:4] |
| 7.  | 12. September 2020 | Tarvis              | ITF W25     | Sand            | Alexandra Cadanțu         | Anna Bondár Paula Ormaechea               | 6:1, 6:3          |
| 8.  | 3. Juli 2021       | Den Haag            | ITF W25     | Sand            | Ioana Loredana Roșca      | María José Portillo Ramírez Panna Udvardy | 65:7, 7:5, [10:7] |
| 9.  | 25. September 2021 | Santarém            | ITF W25     | Hartplatz       | Eden Silva                | Alicia Barnett Olivia Nicholls            | 7:5, 6:1          |
| 10. | 19. Februar 2022   | Antalya             | ITF W25     | Sand            | Amina Anschba             | Andreea Roșca Ioana Loredana Roșca        | 7:5, 7:64         |
| 11. | 13. Januar 2024    | Naples              | ITF W35     | Sand            | Leonie Küng               | Mayuka Aikawa Hsu Chieh-yu                | kampflos          |
| 12. | 22. Juni 2024      | Ystad               | ITF W50     | Sand            | Lesley Pattinama Kerkhove | Alewtina Ibragimowa Anna Syrjanowa        | 6:3, 6:1          |
| 13. | 19. Oktober 2024   | Iraklio             | ITF W35     | Sand            | Jekaterina Makarowa       | Luiza Fullana Michaela Laki               | 7:64, 6:1         |
| 14. | 16. Februar 2025   | Altenkirchen        | ITF W75     | Teppich (Halle) | Dalila Jakupović          | Emily Appleton Isabelle Haverlag          | 7:5, 7:66         |